# Stanton Terry Friedman
Stanton Terry Friedman (29 de julho de 1934 - 13 de maio de 2019) foi um físico nuclear e  ufólogo estadunidense-canadense que residia atualmente em Fredericton, New Brunswick, Canadá. Ele foi  o investigador civil original do Caso Roswell. Estudou física na Universidade de Chicago e trabalhou como físico nuclear em projetos de diversas grandes companhias, como General Electric, General Motors, Westinghouse, TRW Systems, Aerojet General Nucleonics, e McDonnell Douglas.

## Publicações
- FRIEDMAN, Stanton Terry. Crash at Corona: The Definitive Study of the Roswell Incident, 2nd Edition, Marlowe and Co. NY 1997.
- FRIEDMAN, Stanton Terry. TOP SECRET/MAJIC. New York: Marlowe and Company, 2005.
- FRIEDMAN, Stanton Terry. Flying Saucers and Science: a scientist investigates the mysteries of UFOs. Franklin Lakes: Career Press, 2008.
- FRIEDMAN, Stanton Terry. Captured! The Betty and Barney Hill UFO Experience. The True Story of the World's First Documented Alien Abduction. New Jersey: New Page Books Division of Career Press, 2008.